# Moshe Leon
Moshe Leon (en hebreo: משה "מוצי" ליאון‎; Ruse, Reino de Bulgaria; 9 de enero de 1944) es un exfutbolista israelí nacido en Bulgaria que jugaba en la posición de defensa.

## Carrera

### Club
| Periodo   | Club                        |
| --------- | --------------------------- |
| 1961–1984 | Maccabi Jaffa FC            |
| 1966–1970 | → Westview Apollon (cedido) |

### Selección nacional
Jugó para Israel de 1962 a 1977 con la que anotó un gol en 26 partidos, el cual fue en el partido en el que Israel venció 2-1 a Corea del Sur para ganar la Copa Asiática 1964. En 2008 la asociación de Fútbol de Israel lo eligió como el mejor lateral izquierdo de la historia de Israel.

## Logros

### Club
- Liga Artzit (1): 1970–71

### Selección nacional
- AFC Asian Cup (1): 1964

### Individual
- Miembro del Salón de la Fama del Fútbol Israelí en 1998.[3]